# José Carlos dos Santos (ator)
José Carlos dos Santos, mais conhecido por Actor Santos Pitorra, ou apenas Actor Santos GCSE (Lisboa, 13 de janeiro de 1834 — Lisboa, 8 de fevereiro de 1886), foi um ator, encenador, dramaturgo, professor e empresário português do século XIX.

## Biografia
O ator José Carlos dos Santos nasceu a 13 de janeiro de 1834, na extinta freguesia da Conceição Nova, em Lisboa, filho de José Cipriano dos Santos e de sua mulher, Ana Maria da Conceição Marrocos.
Ainda jovem, na casa dos irmãos Silveira da Mota, onde se reuniam jovens com pretensões à carreira das letras, trava conhecimento, nomeadamente, com os dramaturgos Júlio César Machado, Luís de Araújo e Rodrigo Paganino. Nessas reuniões, José Carlos dos Santos recitava excertos de melodramas que aprendia de cor nos espectáculos a que assistia este grupo.

Estreou-se, no ano da Regeneração, a 31 de maio de 1851, no palco do Teatro D. Maria II, em Ghigi, de Gomes de Amorim. Contava dezoito anos, e a sua pequena estatura e redondez valeu-lhe a alcunha de Pitorra, ficando conhecido como "Actor Santos Pitorra". Finda a temporada, em que apenas representou pequenos papéis, deixou o D. Maria, para fazer o périplo dos teatros lisbonenses, onde trabalhou, aprendeu, e se associou na exploração teatral. Mudou, sucessivamente, para o Teatro da Rua dos Condes, o Teatro D. Fernando, o Teatro Gymnasio e o Teatro do Príncipe Real, altura em que se introduziu em Portugal a ópera burlesca. Em 1858 vivia maritalmente com a atriz Emília Letroublon, num 1.º andar da Rua Nova da Palma, em frente ao Teatro do Príncipe Real.

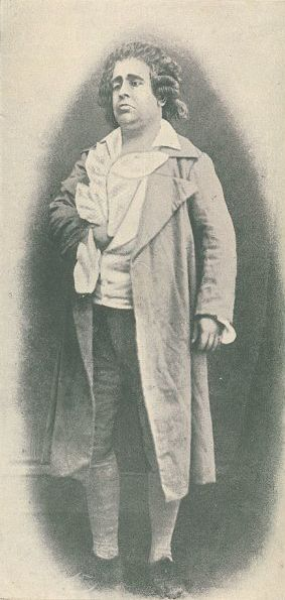
Actor Santos Pitorra como Luís XVI de França na peça Maria Antonieta em 1873 (inIllustração Portuguesa, 28 de maio de 1906).

Passados dez anos da sua estreia, a 1 de julho de 1861, regressa ao D. Maria, e, de 1870 a 1876, aí representa, encena e dirige, sendo este o momento áureo da sua carreira, dirigindo e representando ao lado de grandes nomes como Emília das Neves, Actor Isidoro, Actor Taborda, Manuela Rey, Joaquim de Almeida, Delfina, entre muitos outros. Aqui contracena também com a companheira em peças traduzidas por ele para serem representadas exclusivamente pelos dois, entre elas: Pagem da Duquesa (1862); O Morgado de Fafe Enamorado (1863), comédia em 3 atos de Camilo Castelo Branco; Depois do Baile; Comédia em Casa; As Pragas do Capitão; Onde Irei Passar as Noites?; Dois N'Um; Um Sujeito e Uma Senhora e Um Homem e Metade de uma Mulher.
Em 1863, sob a proteção de D. Luís, vai juntamente com o Actor Tasso para Paris, onde perfecciona a sua arte, tendo o regresso dos dois atores ocupado todo o folhetim de A Revolução de Setembro de 25 de agosto de 1863.
Um dos espetáculos que conferiram maior notoriedade ao trabalho do ator José Carlos dos Santos foi a peça João, o carteiro, tradução de Ferreira de Mesquita, apresentada em 1867 no Teatro do Príncipe Real. A 28 de fevereiro de 1868, a sua companheira desempenha o papel de A Grã-Duquesa de Gerolstein, opereta burlesca de Halévy e Meilhac, com tradução (a pedido do Actor Santos, que a tinha visto em Paris) de Eduardo Garrido, obtendo um extraordinário êxito que se repetiou no Teatro da Rua dos Condes. No mesmo ano, Emília Letroublon, sua companheira há 10 anos, é acometida de uma doença atroz que a incapacita totalmente, nunca mais regressando aos palcos e vivendo uma vida de reclusão. Santos mantém-lhe uma casa e uma criada, até ao final da sua vida, no entanto, separam-se e Santos inicia um relacionamento com a também atriz Amélia Vieira. Ainda em 1868, de sociedade com Gonçalves Pinto Bastos e José Joaquim Pinto - empresa Santos & Pinto - apresentou-se a concurso para exploração do D. Maria II, sendo preterido a favor da Sociedade do Teatro da Trindade. Só dois anos depois, em 1870, conseguiu a adjudicação do teatro por duas épocas, estreando-se com Antony, de Alexandre Dumas, traduzido por Ramalho Ortigão. Graças a si, subiu à cena O Gladiador de Ravenas, de Halm, que Latino Coelho traduziu expressamente para Emília das Neves, no entanto, o fraco êxito nas bilheteiras levou a atriz a despedir-se.
A exploração de José Carlos dos Santos procurou afastar-se do drama romântico, para apresentar peças modernas, mas a crítica da época considerava-as imorais. Procurou modernizar a técnica de ensaios, substituindo o velho modelo esteriotipado, do tempo dos entremezes ditos "de cordel" que, desde Emílio Doux a José Romano, ninguém conseguira abolir completamente, por uma representação de natureza interior, mais de acordo com os novos modelos de elaboração psicológica. Foram seus discípulos, para além de António Pedro, também Adelina Abranches, Eduardo Brazão, João Rosa, Joaquim Costa e Virgínia Dias da Silva. Todavia, essa visão inovadora valeu-lhe que a exploração do teatro do Rossio, que manteve até 1876, fosse quase sempre difícil e precária. Ainda no ano seguinte, em 1877, associado ao ator César Polla (empresa Santos & Polla), concorreu contra a empresa Biester, Brazão e C.ª. A proposta que apresenta ao Governo constitui um extenso documento em que historia sucintamente o panorama teatral de Lisboa; lamenta a falta de proteção da arte dramática, e acusa o teatro de estar invadido por estrangeiros. A imprensa dividia-se entra as duas propostas e Santos vê descartada a sua.

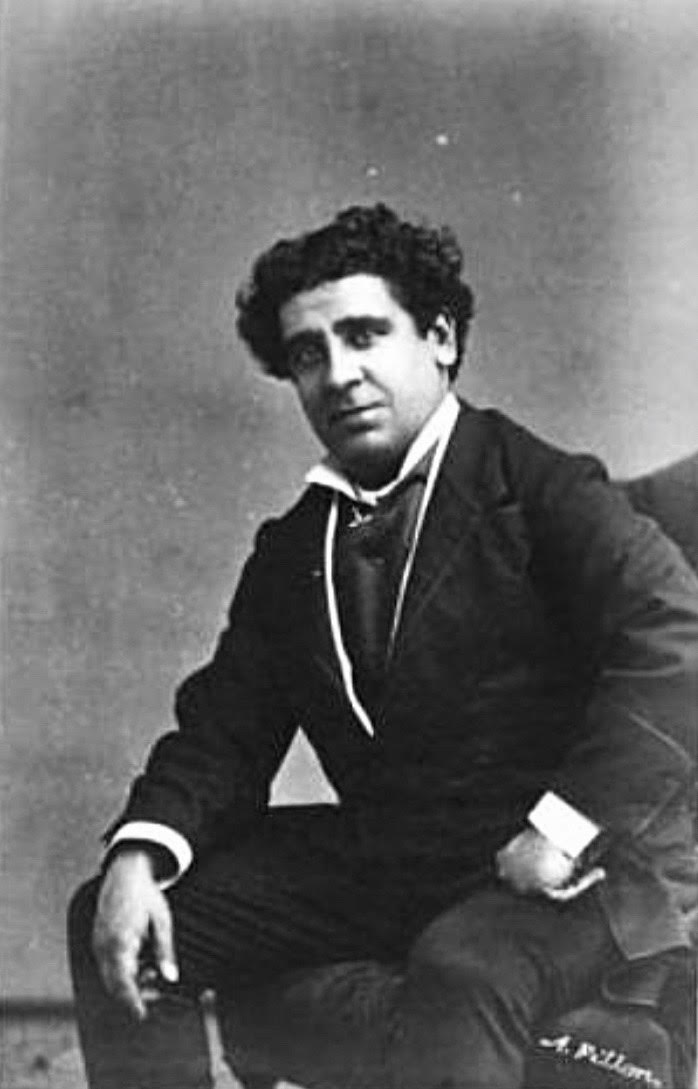
José Carlos dos Santos aos 41 anos (Alfred Fillon, Lisboa, in O Contemporâneo, maio de 1875).

Exímio nos monólogos e nas cenas cómicas, Eduardo Garrido deveu-lhe a celebridade do monólogo A Bengala. Mesmo depois de cegar, continuou a trabalhar, como foi o caso de O Quebra-Queixos (1883), no Príncipe Real, para além de dar aulas de declamação no Conservatório de Lisboa.
Ao analisar a sua interpretação na peça Primavera eterna, de Ernesto Biester, o dramaturgo Júlio César Machado, que acompanhou a sua carreira, afirma que "é ele quem comove, quem sensibiliza, quem apaixona, quem atrai", sobretudo "os sorrisos e as lágrimas das senhoras" (Machado, 1860b: VIII). O também folhetinista colaborou no Álbum do actor Santos, editado em 1885, com um texto intitulado "Benefício do actor Santos, em S. Carlos". Recorda aí o tempo de glória deste ator, que acabou por não se prolongar por muito mais tempo, devido ao declínio da sua saúde.
Dos seus relacionamentos, viveu com a atriz Luísa Cândida, depois com a atriz francesa Emília Letroublon e finalmente, casou-se com a atriz Amélia Vieira com quem já tinha dois filhos, um dos quais viria a ser o ator Carlos Santos. O casamento ocorreu a 22 de novembro de 1885, em casa, devido ao débil estado de saúde do noivo, sendo testemunhas do consórcio José Gregório da Rosa Araújo, Clemente Joaquim Bizarro da Silva e Carlos Mateus Gonçalves dos Santos, este último irmão de José Carlos. Neste ato legitimam os filhos Alda e Carlos.

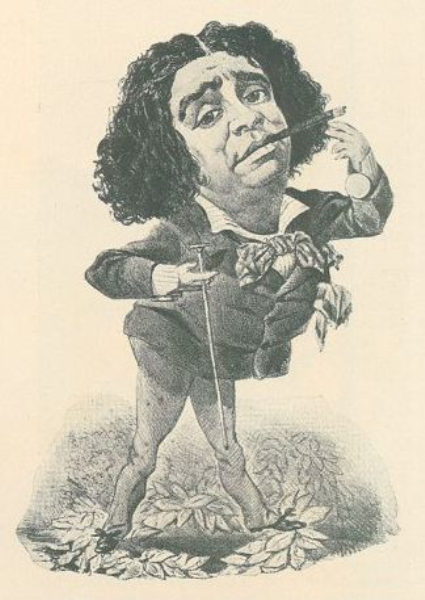
Caricatura do Actor Santos Pitorra, por Rafael Bordalo Pinheiro.

Foi agraciado com a Grã-Cruz da Ordem Militar de Sant'Iago da Espada e a Comenda da Ordem de Isabel a Católica, de Espanha.
Aos 52 anos e já completamente cego e enfermo, José Carlos dos Santos, falece, às 7 horas e meia da manhã de 8 de fevereiro de 1886, na sua residência, o primeiro andar do número 3 da Travessa do Fala-Só, freguesia de São José, em Lisboa, deixando consternada a comunidade artística da capital. Várias são as homenagens que lhe prestam, sendo o acontecimento largamente noticiado. Na edição de 9 de fevereiro de 1886, no Diário Illustrado, pode ler-se: "Ao cabo de uma demorada agonia, falleceu hontem o eminente actor portuguez José Carlos dos Santos. A sua morte, comquanto esperada a todos os momentos, causou uma profunda e geral impressão. Comprehende-se que no momento de recebermos a triste noticia não possamos escrever da vida d'esse artista illustre com a serenidade e minudencia com que em outra occasião o quereremos fazer (...) É notavel o enthusiasmo que até ao ultimo momento manifestou pelo theatro; é sobretudo notavel a lucidez da sua intelligencia na crise dolorosa (...) N'esses periodos de lucidez saudosissima despertava-se n'elle a paixão de toda a sua vida, a paixão pelo theatro. (...)". O seu velório ocorreu na Igreja de São José, sendo sepultado no jazigo dos Atores Dramáticos, no Cemitério dos Prazeres, em Lisboa. No funeral estiveram presentes inúmeras figuras ilustres da época, nomeadamente António Augusto de Aguiar, Conde de Rio Maior, Eduardo Coelho, Conde de Vila Franca, Rafael e Columbano Bordalo Pinheiro, Rosa Damasceno, Tomás Ribeiro, Pinheiro Chagas, Augusto Rosa, Gervásio Lobato, Augusto Neuparth, Francisco de Freitas Gazul, entre outros, sendo a cerimónia dirigida por José Gregório da Rosa Araújo. Luís Augusto Palmeirim, diretor do Conservatório de Lisboa, que também esteve presente, determinou que o dia fosse feriado em todas as aulas da instituição.
A alcunha de Actor Santos Pitorra, quase como nome artístico, leva a Câmara Municipal de Lisboa a atribuir-lhe o seu nome na toponímia da cidade, na Rua Actor Santos Pitorra, rua de 1907 aberta entre a Avenida Ressano Garcia e a Estrada de Entrecampos (por edital de 22 de abril de 1907). E sete anos mais tarde, por edital de 30 de maio de 1914, determinou a edilidade que se passasse a designar Rua José Carlos dos Santos, coincidindo com uma grande homenagem nacional que lhe foi prestada nesse ano no Teatro D. Maria II, tendo até sido inaugurado no local um busto do ator, esculpido por Costa Motta.

## Obras[11]
- A missão (drama, 1 ato, 1856)
- A saia de balão e o colarinho de papelão (comédia, 1 ato, 1856)
- Anjo da paz (1856)
- As pragas do capitão (comédia, 1 ato)
- Novela em acção (comédia, 3 atos, 1861)
- O homem das cautelas (comédia, 2 atos, 1860)
- O segredo de uma família (comédia dramática, 3 atos, 1859)
- Uma chavena de chá (comédia, 1 ato)